# Роберто Баутиста Агут
Роберто Баутиста Агут (шп. Roberto Bautista Agut; 14. април 1988, Кастељон де ла Плана, Шпанија) је шпански тенисер који је свој најбољи пласман у синглу достигао 4. новембра 2019, када је био на деветом месту на АТП листи. Највећи успех на гренд слем турнирима му је полуфинале Вимблдона 2019.

## Младост и приватни живот
Робертов отац Хоакин је банкар и бивши фудбалер, док је мајка Естер власница продавнице одеће. Почео је да тренира тенис са пет година, а идоли су му били сународници Хуан Карлос Фереро и Давид Ферер. Осим у тенису, Баутиста Агут ужива и у многим другим спортовима, пре свега у фудбалу и јахању (поседује два коња). Као и многи други тенисери (на пример, Рафаел Надал и Роџер Федерер), у својим раним тинејџерским годинама морао је да бира између фудбала и тениса. Претходно је тренирао у фудбалском клубу Виљареал, за који и данас навија.

## Тениска каријера

### 2004—2008. Почеци професионалне каријере
Баутиста Агут је као јуниор играо на Ролан Гаросу, Вимблдону и Отвореном првенству САД, али није успео да прође даље од другог кола. У том периоду каријере имао је однос победа и пораза 41:13 и заузимао је 47. место на листи најбољих јуниора света.
Између 2004. и 2006. године наступао је искључиво на фјучерсима, најнижој категорији професионалних тениских турнира. Најбољи резултати које је остварио била су шест четвртфинала. Годину 2007. обележио је напредак — прва титула на једном фјучерс турниру, први наступ на једном челенџеру (следећа категорија турнира према броју поена), као и учешће у квалификацијама за турнир из АТП 500 серије у Валенсији, где га је у трећем колу избацио Марсел Гранољерс. Године 2008. играо је четири финала фјучерса од којих је освојио три. Поново је покушао да се квалификује за Валенсију, али је елиминисан у другом колу.

### 2009—2011. Прво учешће на турниру АТП-а
Године 2009. Баутиста Агут је први пут наступио на неком АТП турниру. Било је то у Валенсији, где га је у првом колу избацио Алберт Монтањес. Те године је освојио још два фјучерса и наступио на девет челенџера. Наредне године наступао је у квалификацијама за АТП 250 турнире у Окленду, Марсеју и Квинс клубу, АТП 500 турнире у Барселони и Валенсији, АТП Мастерс 1000 турниру у Паризу (где га је у првом колу елиминисао Фабио Фоњини), као и за прва три гренд слем турнира у сезони. Ни те, ни наредне сезоне, није успео да се квалификује ни за један АТП турнир.

### 2012—2013. Прво финале и наступи на гренд слем турнирима
Баутиста Агут је 2012. године играо на својим првим АТП турнирима од 2009. Једини запажени резултат је остварио у Санкт Петербургу, где је стигао до четвртфинала, у којем га је победио Фабио Фоњини. Такође је први пут заиграо у главном жребу неког гренд слем турнира, на Отвореном првенству Аустралије, где га је у првом колу победио Бразилац Рикардо Мело. Те године је успео да по први пут уђе у првих 100 на АТП листи. Сезону је завршио на 80. месту.
Највећи успех у дотадашњој каријери Шпанац је направио на турниру у Ченају, почетком јануара 2013. године. Стигао је до финала, победивши у четвртфиналу шестог тенисера света, Томаша Бердиха. У борби за титулу га је, међутим, савладао српски тенисер Јанко Типсаревић резултатом 3:6, 6:1, 6:3. Уследио је први гренд слем сезоне, Отворено првенство Аустралије, на ком је Баутиста Агут у првом колу победио Фабија Фоњинија у пет сетова, али га је већ у следећем елиминисао Јирген Мелцер. Фоњини му се, касније у току сезоне, реванширао у полуфиналу Штутгарта. Упркос томе, након овог турнира, Баутиста Агут је први пут ушао у првих 50 на АТП листи. Ове сезоне Шпанац је играо против још неколико највише рангираних тенисера света. У Дубаију га је, у другом колу, елиминисао светски број један Новак Ђоковић. И на Вимблдону и на Отвореном првенству САД је доживео пораз у другом колу од стране Давида Ферера, четвртог носиоца. Типсаревићу се за пораз у Ченају реванширао у првом колу турнира у Санкт Петербургу, да би га у четвртфиналу избацио Ернест Гулбис. Годину је завршио на 58. месту.

### 2014. Прве титуле, пробој у првих 15
Успон ка врху Баутиста Агут је наставио и у 2014. години, која је, до сада, најуспешнија у његовој каријери. Финале у Ченају није успео да одбрани, испавши већ у првом колу, али је зато стигао до полуфинала турнира у Окланду, где га је поразио Џон Изнер. На Отвореном првенству Аустралије Баутиста Агут је приредио прво велико изненађење, савладавши петог тенисера света, Хуана Мартина дел Потра, у другом колу. Резултат је гласио 4:6, 6:3, 5:7, 6:4, 7:5. Након тога је успео да се први пут пласира у четврто коло на неком гренд слем турниру, у ком је изгубио од Григора Димитрова.
У оквиру првог кола Дејвис купа између Шпаније и Немачке, Баутиста Агут је одиграо два меча, против Филипа Колшрајбера и Данијела Брандса. Изгубио је у оба (од којих други није имао такмичарски значај) и Немачка је славила резултатом 4:1. У другом колу турнира у Дубаију, Баутиста Агут се другу годину за редом сусрео са Новаком Ђоковићем, поново изгубивши у два сета. На прва два Мастерс турнира у сезони, Инидијан Велсу и Мајамију, стигао је до четвртог, односно до трећег кола, у којима је изгубио од Гулбиса и Фоњинија. Италијан га је савладао и на Мастерсу у Монте Карлу, док је на турнирима у Барселони и Мадриду губио од каснијих освајача титуле, Кеја Нишикорија и Рафаела Надала. Полуфинале у Мадриду уврстило га је међу првих 30 тенисера света. На другом гренд слему сезоне, Ролан Гаросу, изгубио је од Томаша Бердиха у трећем колу.
Прву титулу у каријери Баутиста Агут је освојио у Схертогенбосу, турниру на травнатој подлози. У полуфиналу је савладао Јиргена Мелцера, а у финалу Бенјамина Бекера, обојицу са по 2:1. Да се налази у одличној форми потврдио је и најбољим пласманом на Вимблдону, где га је у трећем колу елиминисао бранилац титуле Енди Мари. Одмах затим, Баутиста Агут је освојио свој други турнир у каријери, у Штутгарту, на шљаци. У полуфиналу је победио Фоњинија, а у финалу Лукаша Росола. Овим успехом обезбедио је 16. место на АТП листи.
Летњу америчку серију турнира обележили су слабији резултати на Мастерсима у Торонту и Синсинатију, на којима је испао у првом, односно у другом колу. На Отвореном првенству САД је, међутим, први пут стигао до осмине финала, где је изгубио од Роџера Федерера. Швајцарац га је елиминисао у истој фази Мастерса у Шангају. Потом је Баутиста Агут стигао до финала турнира у Москви, где је изгубио од Марина Чилића. Ипак, само достизање ове фазе турнира донело му је највиши пласман на АТП листи, 14. место. До краја сезоне наступио је још у Валенсији, где је предао свој други меч Белучију, и на Мастерсу у Паризу, где га је у другом колу елиминисао Милош Раонић. Сезону је завршио на 15. месту. Освојио је награду АТП-а као тенисер који је највише напредовао.

### 2015.
Баутиста Агут је, већ традиционално, годину започео турниром у Ченају, где је овог пута стигао до полуфинала. Поразио га је британски тенисер словеначког порекла Аљаж Бедене. На турниру у Окланду је био приморан да преда меч другог кола Адријану Манарину. На првом гренд слем турниру сезоне, Отвореном првенству Аустралије, Шпанац је био постављен за тринаестог носиоца, али га је већ у другом колу победио ветеран Жил Милер.
Потом је Баутиста Агут учествовао на турнирима у Ротердаму и Марсеју, али га је са оба избацио Гаел Монфис. Друго коло турнира у Дубаију изгубио је од Ришара Гаскеа. На следећа три америчка турнира, у Индијан Велсу, Мајамију и Хјустону, није успео да се домогне четвртфинала. Европску серију турнира на шљаци започео је у Монте Карлу, где га је у осмини финала победио Томаш Бердих. Потом је играо у Барселони и Минхену, где су га у четвртфиналу, односно у полуфиналу, избацили Кеј Нишикори и Енди Мари. Јапанац га је елиминисао и у осмини финала Мадрида, док је друго коло Рима изгубио од Томаза Белучија. На Ролан Гаросу, другом гренд слему сезоне, био је 19. носилац. Изгубио је у другом колу од Лукаша Росола, након што је лако савладао Флоријана Мајера у претходној фази.
На Вимблдону је Баутиста Агут остварио свој најбољи резултат у каријери, стигавши до четвртог кола. Тамо је у три сета изгубио од другог тенисера света, Роџера Федерера. Претходно је бранио титулу у Схертогенбосху, али је испао у првом мечу, баш као и у Квинс клубу недељу дана касније. Током јула је забележио полуфинале на турниру у Умагу, победивши домаћег играча Борну Ћорића пре испадања од Жоаа Соузе из Португалије. На Мастерсу у Монтреалу га је избацио Жо-Вилфрид Цонга, а у Синсинатију Роџер Федерер. Последњи гренд слем сезоне, Отворено првенство САД, Шпанац је одиграо знатно боље, поново стигавши до осмине финала, где га је у четири сета елиминисао први носилац Новак Ђоковић.

## АТП финала

### Појединачно: 22 (11:11)
| Легенда                        |
| ------------------------------ |
| Гренд слем турнири (0:0)       |
| Завршно првенство сезоне (0:0) |
| АТП мастерс 1000 (0:1)         |
| АТП 500 (1:0)                  |
| АТП 250 (10:10)                |

| Финала по подлози |
| ----------------- |
| Тврда (8:9)       |
| Шљака (2:1)       |
| Трава (1:1)       |

| Финала по локацији |
| ------------------ |
| Отворено (10:7)    |
| Дворана (1:4)      |

| Исход     | Бр. | Датум             | Турнир                  | Подлога   | Противник             | Резултат                |
| --------- | --- | ----------------- | ----------------------- | --------- | --------------------- | ----------------------- |
| Финалиста | 1.  | 6. јануар 2013.   | Ченај, Индија           | Тврда     | Јанко Типсаревић      | 6:3, 1:6, 3:6           |
| Победник  | 1.  | 21. јун 2014.     | Хертогенбос, Холандија  | Трава     | Бенјамин Бекер        | 2:6, 7:6(7:2), 6:4      |
| Победник  | 2.  | 13. јул 2014.     | Штутгарт, Немачка       | Шљака     | Лукаш Росол           | 6:3, 4:6, 6:2           |
| Финалиста | 2.  | 19. октобар 2014. | Москва, Русија          | Тврда (д) | Марин Чилић           | 4:6, 4:6                |
| Финалиста | 3.  | 25. октобар 2015. | Москва, Русија (2)      | Тврда (д) | Марин Чилић           | 4:6, 4:6                |
| Финалиста | 4.  | 1. новембар 2015. | Валенсија, Шпанија      | Тврда (д) | Жоао Соза             | 6:3, 3:6, 4:6           |
| Победник  | 3.  | 16. јануар 2016.  | Окланд, Нови Зеланд     | Тврда     | Џек Сок               | 6:1, 1:0 (предаја)      |
| Победник  | 4.  | 7. фебруар 2016.  | Софија, Бугарска        | Тврда (д) | Виктор Троицки        | 6:3, 6:4                |
| Финалиста | 5.  | 27. август 2016.  | Винстон-Сејлем, САД     | Тврда     | Пабло Карењо Буста    | 7:6(8:6), 6:7(1:7), 4:6 |
| Финалиста | 6.  | 16. октобар 2016. | Шангај, Кина            | Тврда     | Енди Мари             | 6:7(1:7), 1:6           |
| Победник  | 5.  | 8. јануар 2017.   | Ченај, Индија           | Тврда     | Данил Медведев        | 6:3, 6:4                |
| Победник  | 6.  | 26. август 2017.  | Винстон-Сејлем, САД     | Тврда     | Дамир Џумхур          | 6:4, 6:4                |
| Победник  | 7.  | 13. јануар 2018.  | Окланд, Нови Зеланд (2) | Тврда     | Хуан Мартин дел Потро | 6:1, 4:6, 7:5           |
| Победник  | 8.  | 3. март 2018.     | Дубаи, УАЕ              | Тврда     | Лука Пуј              | 6:3, 6:4                |
| Финалиста | 7.  | 29. јул 2018.     | Гштад, Швајцарска       | Шљака     | Матео Беретини        | 6:7(9:11), 4:6          |
| Победник  | 9.  | 5. јануар 2019.   | Доха, Катар             | Тврда     | Томаш Бердих          | 6:4, 3:6, 6:3           |
| Финалиста | 8.  | 28. фебруар 2021. | Монпеље, Француска      | Тврда (д) | Давид Гофен           | 7:5, 4:6, 2:6           |
| Финалиста | 9.  | 13. март 2021.    | Доха, Катар             | Тврда     | Николоз Басилашвили   | 6:7(5:7), 2:6           |
| Победник  | 10. | 19. фебруар 2022. | Доха, Катар (2)         | Тврда     | Николоз Басилашвили   | 6:3, 6:4                |
| Финалиста | 10. | 25. jун 2022.     | Мајорка, Шпанија        | Трава     | Стефанос Циципас      | 4:6, 6:3, 6:7(2:7)      |
| Победник  | 11. | 30. јул 2022.     | Кицбил, Аустрија        | Шљака     | Филип Мишолић         | 6:2, 6:2                |
| Финалиста | 11. | 14. jануар 2023.  | Аделејд 2, Аустралија   | Тврда     | Квон Сун-ву           | 4:6, 6:3, 6:7(4:7)      |

## Остала финала

### Тимска такмичења: 3 (1:2)
| Исход     | Бр. | Датум              | Турнир                      | Подлога   | Партнери                                                                          | Противници                                                               | Резултат | Извор  |
| --------- | --- | ------------------ | --------------------------- | --------- | --------------------------------------------------------------------------------- | ------------------------------------------------------------------------ | -------- | ------ |
| Победник  | 1.  | 24. новембар 2019. | Дејвис куп, Мадрид, Шпанија | Тврда (д) | Рафаел Надал Пабло Карењо Буста Фелисијано Лопез Марсел Гранољерс                 | Феликс Оже-Алијасим Денис Шаповалов Брејден Шнур Вашек Поспишил          | 2:0      | [ 47 ] |
| Финалиста | 1.  | 12. јануар 2020.   | АТП куп, Сиднеј, Аустралија | Тврда     | Рафаел Надал Пабло Карењо Буста Фелисијано Лопез Алберт Рамос-Вињолас             | Новак Ђоковић Душан Лајовић Никола Ћаћић Виктор Троицки Никола Милојевић | 1:2      | [ 48 ] |
| Победник  | 2.  | 9. јануар 2022.    | АТП куп, Сиднеј, Аустралија | Тврда     | Пабло Карењо Буста Алберт Рамос-Вињолас Алехандро Давидович Фокина Педро Мартинез | Феликс Оже-Алијасим Денис Шаповалов Брејден Шнур Стивен Дијез            | 2:0      | [ 49 ] |

### Егзибициони турнири: 1 (0:1)
| Исход     | Бр. | Датум              | Турнир        | Подлога | Противник      | Резултат      | Извор  |
| --------- | --- | ------------------ | ------------- | ------- | -------------- | ------------- | ------ |
| Финалиста | 1.  | 30. децембар 2017. | Абу Даби, УАЕ | Тврда   | Кевин Андерсон | 4:6, 6:7(0:7) | [ 50 ] |

## Учинак на турнирима у појединачној конкуренцији
| Легенда | Легенда                                    | Легенда | Легенда                          |
| ------- | ------------------------------------------ | ------- | -------------------------------- |
| О/И     | однос освајања турнира и играња на турниру | Поб–пор | однос побједа и пораза           |
| НО      | турнир није одржан те године               | Н       | није учествовао на турниру       |
| КВ      | изгубио у квалификацијама                  | 1К      | изгубио у првом колу             |
| 2К      | изгубио у другом колу                      | 3К      | изгубио у трећем колу            |
| 4К      | изгубио у четвртом колу                    | ГФ      | изгубио у групној фази такмичења |
| ЧФ      | изгубио у четвртфиналу                     | ПФ      | изгубио у полуфиналу             |
| Ф       | изгубио у финалу                           | П       | освојио турнир                   |

| Гренд слем турнири      |                      |                      |                      |                      |                      |                      |      |      |     |      |     |      |     |     |              |              |              |
| ОП Аустралије           | КВ3                  | КВ1                  | 1К                   | 2К                   | 4К                   | 2К                   | 4К   | 4К   | 1К  | ЧФ   | 3К  | 1К   | 3К  | 4К  | 0 / 12       | 22:12        | 65%          |
| Ролан Гарос             | КВ2                  | КВ2                  | КВ1                  | 2К                   | 3К                   | 2К                   | 4К   | 4К   | 3К  | 3К   | 3К  | 2К   | Н   | 2К  | 0 / 10       | 18:10        | 64%          |
| Вимблдон                | КВ2                  | КВ3                  | КВ3                  | 2К                   | 3К                   | 4К                   | 3К   | 4К   | Н   | ПФ   | НО  | 4К   | 2К  | 1К  | 0 / 9        | 19:8         | 70%          |
| ОП САД                  | Н                    | КВ1                  | КВ3                  | 2К                   | 4К                   | 4К                   | 3К   | 3К   | 1К  | 1К   | 3К  | 3К   | 1К  |     | 0 / 10       | 15:10        | 60%          |
| Поб:пор на г. с.        | 0:0                  | 0:0                  | 0:1                  | 4:4                  | 10:4                 | 8:4                  | 9:4  | 11:4 | 2:3 | 11:4 | 6:3 | 6:4  | 3:2 | 4:3 | 0 / 41       | 74:40        | 65%          |
| Завршни турнир сезоне   |                      |                      |                      |                      |                      |                      |      |      |     |      |     |      |     |     |              |              |              |
| Мастерс куп             | Није се квалификовао | Није се квалификовао | Није се квалификовао | Није се квалификовао | Није се квалификовао | Није се квалификовао | З    | НСК  | НСК | З    | НСК | НСК  | НСК |     | 0 / 0        | 0:0          | 0%           |
| Репрезентација          |                      |                      |                      |                      |                      |                      |      |      |     |      |     |      |     |     |              |              |              |
| Олимпијске игре         | НО                   | НО                   | Н                    | НО                   | НО                   | НО                   | ЧФ   | НО   | НО  | НО   | НО  | Н    | НО  | НО  | 0 / 1        | 3:1          | 75%          |
| АТП куп                 | НО                   | НО                   | НО                   | НО                   | НО                   | НО                   | НО   | НО   | НО  | НО   | Ф   | ПФ   | Ф   | НО  | 0 / 3        | 11:3         | 79%          |
| Дејвис куп              | Н                    | Н                    | Н                    | Н                    | 1К                   | Г1                   | ПО   | ЧФ   | ПФ  | П    | НО  | Н    | ЧФ  |     | 1 / 5        | 13:7         | 65%          |
| Поб:пор                 | 0:0                  | 0:0                  | 0:0                  | 0:0                  | 1:3                  | 1:0                  | 5:1  | 2:0  | 0:2 | 2:1  | 6:0 | 1:2  | 9:2 | 0:0 | 1 / 9        | 27:11        | 71%          |
| АТП Мастерс 1000 серија |                      |                      |                      |                      |                      |                      |      |      |     |      |     |      |     |     |              |              |              |
| Индијан Велс            | Н                    | Н                    | КВ1                  | 1К                   | 4К                   | 3К                   | 3К   | 3К   | 3К  | 2К   | НО  | 3К   | 3К  | 2К  | 0 / 10       | 8:9          | 47%          |
| Мајами                  | Н                    | Н                    | 2К                   | 1К                   | 3К                   | 2К                   | 4К   | 4К   | 2К  | ЧФ   | НО  | ПФ   | 3К  | 2К  | 0 / 11       | 14:11        | 56%          |
| Монте Карло             | Н                    | Н                    | Н                    | 2К                   | 2К                   | 3К                   | 3К   | 2К   | 3К  | 2К   | НО  | 3К   | Н   | 2К  | 0 / 9        | 13:9         | 59%          |
| Мадрид                  | Н                    | КВ1                  | КВ2                  | Н                    | ПФ                   | 3К                   | 3К   | 1К   | 2К  | 1К   | НО  | 2К   | 2К  | 3К  | 0 / 9        | 12:9         | 57%          |
| Рим                     | Н                    | Н                    | Н                    | Н                    | 1К                   | 2К                   | 2К   | 3К   | Н   | 2К   | Н   | 3К   | Н   | 2К  | 0 / 7        | 7:7          | 50%          |
| Канада                  | Н                    | Н                    | Н                    | Н                    | 1К                   | 2К                   | Н    | ЧФ   | Н   | ЧФ   | НО  | ЧФ   | 3К  | Н   | 0 / 6        | 11:6         | 65%          |
| Синсинати               | Н                    | Н                    | Н                    | Н                    | 2К                   | 2К                   | 1К   | 1К   | Н   | ЧФ   | ПФ  | 1К   | 3К  |     | 0 / 8        | 10:8         | 56%          |
| Шангај                  | Н                    | Н                    | Н                    | КВ1                  | 3К                   | 2К                   | Ф    | 1К   | 3К  | 3К   | НО  | НО   | НО  |     | 0 / 6        | 11:6         | 65%          |
| Париз                   | КВ1                  | Н                    | 1К                   | КВ2                  | 3К                   | 2К                   | 2К   | 3К   | 2К  | 2К   | Н   | 1К   | 1К  |     | 0 / 9        | 4:9          | 31%          |
| Поб:пор на м. т.        | 0:0                  | 0:0                  | 1:2                  | 1:3                  | 14:9                 | 10:9                 | 12:8 | 10:8 | 7:6 | 12:9 | 3:1 | 11:8 | 7:6 | 2:5 | 0 / 75       | 90:74        | 55%          |
| Пласман на крају године | 170                  | 178                  | 80                   | 58                   | 15                   | 25                   | 14   | 20   | 24  | 9    | 13  | 19   | 21  |     | 17.554.328 $ | 17.554.328 $ | 17.554.328 $ |